# Rymuny
Rymuny (biał. Рымуні, Rymuni; ros. Рымуни, Rymuni; pol. hist. Ryszuny) – wieś na Białorusi, w obwodzie grodzieńskim, w rejonie ostrowieckim, w sielsowiecie Gudogaje, nad Łoszą i przy granicy z Litwą.

## Historia
W XIX i w początkach XX w. wieś i karczma położone w Rosji, w guberni wileńskiej, w powiecie wileńskim, w gminie Szumsk. Po I wojnie światowej pod administracją polską, w Zarządzie Cywilnym Ziem Wschodnich. W latach 1920–1922 w składzie Litwy Środkowej.
Od 11 kwietnia 1922 leżały w Polsce, w województwie wileńskim, w powiecie wileńsko-trockim, w gminie Szumsk. W 1938 była to wieś i osada.
Po II wojnie światowej w granicach Związku Sowieckiego. Od 1991 w niepodległej Białorusi.